# Petra-Kelly-Preis
Der Petra-Kelly-Preis wurde 2000 bis 2014 von der Heinrich-Böll-Stiftung jedes zweite Jahr an Menschen vergeben, die sich durch herausragende Aktivitäten in einem oder mehreren der folgenden Bereiche auszeichneten:
- Durchsetzung bzw. Verteidigung der universalen Menschenrechte
- Entwicklung gewaltfreier Konfliktlösungen
- Umweltschutz
- Engagement für soziale Gerechtigkeit
- Förderung des kulturellen Dialogs und gegenseitigen Respekts zwischen Kulturen
- Stärkung der internationalen Grünen Bewegung

Der Preis ist benannt nach Petra Kelly, einer Mitbegründerin der bundesdeutschen Grünen. Er war mit 10.000 Euro (zuvor 20.000 DM) dotiert. 

## Preisträger
- 1998: Unrepresented Nations and Peoples Organization (UNPO)
- 2000: Berta und Nicolasa Quintréman Calpán aus Chile, Aktivistinnen der Bürgerbewegung gegen den Bau der Ralco-Talsperre[3]
- 2002: Íngrid Betancourt, kolumbianische Präsidentschaftskandidatin und Vorsitzende der grünen Partei Oxígeno Verde
- 2004: Prof. Wangari Muta Maathai, Friedensnobelpreisträgerin, kenianische Politikerin, Umweltschützerin und Biologin
- 2006: Juri Schmidt, russischer Rechtsanwalt, Verteidiger von Michail Chodorkowski
- 2008: Zhang Sizhi, chinesischer Strafverteidiger und Menschenrechtsanwalt
- 2010: Marianne Fritzen, Kernkraftgegnerin und Mitbegründerin der „Bürgerinitiative Umweltschutz Lüchow-Dannenberg“ gegen geplante Atomanlagen in Gorleben
- 2012: Ales Bjaljazki, belarussischer Menschenrechtler
- 2014: Razan Zaitouneh, Samira al-Khalil, Wael Hamadeh und Nazem Hammadi, Menschenrechtsaktivisten des Documentation Centers in Damaskus[2]